# 七部法典
七部法典，也可譯為七章，是哈薩克汗國頭克汗制訂的法律，是一套哈薩克習慣法，分七個章節。
- 第一章:《土地法》（kaz.Jer Dauy），談判解決牧場和水坑的爭端。
- 第二章:家庭和婚姻法，規定了締結和解散婚姻的程序、配偶的權利和義務、家庭成員的財產權。
- 第三章:兵役法，規制兵役管理、單位組建和軍事指揮官選舉的軍法。
- 第四章:《司法程序條例》，其中討論了審判程序
- 第五章:規定了對謀殺以外的各類犯罪的處罰
- 第六章:《庫納法》，規定了對謀殺和嚴重身體傷害的處罰。
- 第七章:《寡婦法》（Kaz.Zhesir dauy），規定了寡婦和孤兒的財產和個人權利，以及社區和死者親屬對他們的義務。